# 청구권의 경합
청구권의 경합(請求權의 競合)은 하나의 사실에 따른 경제적 목적을 같이하는 둘이상의 청구권이 동시에 존재하는 것을 말한다.하나의 행위가 계약상의 채무불이행에 해당함과 동시에 불법행위에 해당하는 경우, 채무불이행을 이유로 하는 손해배상책임과 불법행위를 이유로 하는 손해배상책임 양자가 함께 발생하는가에 관하여 법조경합설(비청구권경합설)과 청구권경합설이 대립한다.

## 판례

### 채무불이행과 불법행위의 경합의 효과
선하증권 소지인은 운송인에 대하여 운송계약상의 채무불이행으로 인한 손해배상청구권과 아울러 소유권 침해의 불법행위로 인한 손해배상청구권을 취득하며 그 중 어느 쪽의 손해배상청구권이라도 선택적으로 행사할 수 있다.

## 참고 문헌
- 김기수, 청구권의 경합, 고시계 1981년 3월호(통권 제289호), 1981.2, 126-132.